# Arzu Ece
Arzu Ece Otyam (* 22. September 1963 in Istanbul als Arzu Özkaraman) ist eine türkische Sängerin. Sie vertrat die Türkei zweimal beim Eurovision Song Contest.

## Leben und Karriere
Ihre erste Teilnahme erfolgte beim Wettbewerb von 1989 in Lausanne als Mitglied der Gruppe Pan mit dem Lied Bana bana.
1995 vertrat sie erneut die Türkei. Diesmal trat sie solo an. Ece sang beim Eurovision Song Contest 1995 in Dublin die Ballade Sev (dt. „Liebe“). Sie trat mit der Startnummer zehn an und belegte mit 21 Punkten den 16. Platz. In den Jahren 1992 bis 1995 hatte der Eurovision Song Contest beim türkischen Publikum erstmals deutlich an Beliebtheit verloren, so dass Eces Auftritt in der Türkei wie auch der ihrer zwei Vorgänger weitgehend nüchtern empfangen wurde. Hinzu kam, dass die Türkei 1994 pausieren musste und seit 1979 erstmals beim Wettbewerb fehlte. Die erstmalige Teilnahme mehrerer ehemaliger Ostblockstaaten im Jahr 1993 hatte eine Regeländerung notwendig gemacht, nach der die Länder mit den wenigsten Punkten das kommende Jahr von der Teilnahme ausgeschlossen waren. Die Türkei war davon betroffen wegen der erfolglosen Platzierung von Burak Aydos 1993. 1996 wurde diese Regel allerdings dahingehend abgeändert, dass es eine nicht öffentliche Vorauswahlrunde gab, bei der Experten die „schlechtesten“ Lieder eliminierten. Hätte es weiterhin die alte Regel gegeben, hätte die Türkei nach Eces Platzierung im Jahr 1996 erneut pausieren müssen.
Nach ihrer Eurovision-Teilnahme brachte Ece im selben Jahr noch ein Album heraus (Sebebi yok), das in der Türkei aber ebenso nicht weiter auffiel.
Arzu Ece war in der türkischen Vorentscheidung zum Wettbewerb 1995, an der insgesamt zehn Lieder teilnahmen, gleich zweimal vertreten. Zum einen mit Sev und zum anderen mit einer Ballade im Duett mit dem Popsänger Fatih Erkoç, die Sevda (dt. „Die Liebe“) hieß.
Den Text von Sev schrieb Zeynep Talu Kurşuncu, während die Musik von Melih Kibar stammte, der der Komponist des bis dato bestplatzierten türkischen Beitrags Halley war.
Arzu Ece ist heute Mutter und war verheiratet mit dem Musiker Ali Otyam.

## Diskografie

### Alben
- 1994: Sebebi Yok

### Singles
- 1995: Sev

## Filmografie
- Çile Tarlası  (1980)[2]